# Platyrhacus tetanotropis
Platyrhacus tetanotropis är en mångfotingart som beskrevs av Carl Graf Attems 1899. Platyrhacus tetanotropis ingår i släktet Platyrhacus och familjen Platyrhacidae. Inga underarter finns listade i Catalogue of Life.